# Indisk ärla
Indisk ärla (Motacilla maderaspatensis) är en fågel i familjen ärlor inom ordningen tättingar. Den förekommer på Indiska halvön från Pakistan till Bangladesh. IUCN kategoriserar den som livskraftig.

## Kännetecken

### Utseende
Indisk ärla är en stor (21 cm), svartvit ärla. Den är svart på rygg, strupe och bröst, även huvudet utom ett tydligt vitt ögonbrynsstreck. Resten av undersidan är vit, liksom en fläck på vingen och på handpennornas kanter. Ungfågeln är gråbrun där den adulta fågeln är svart.

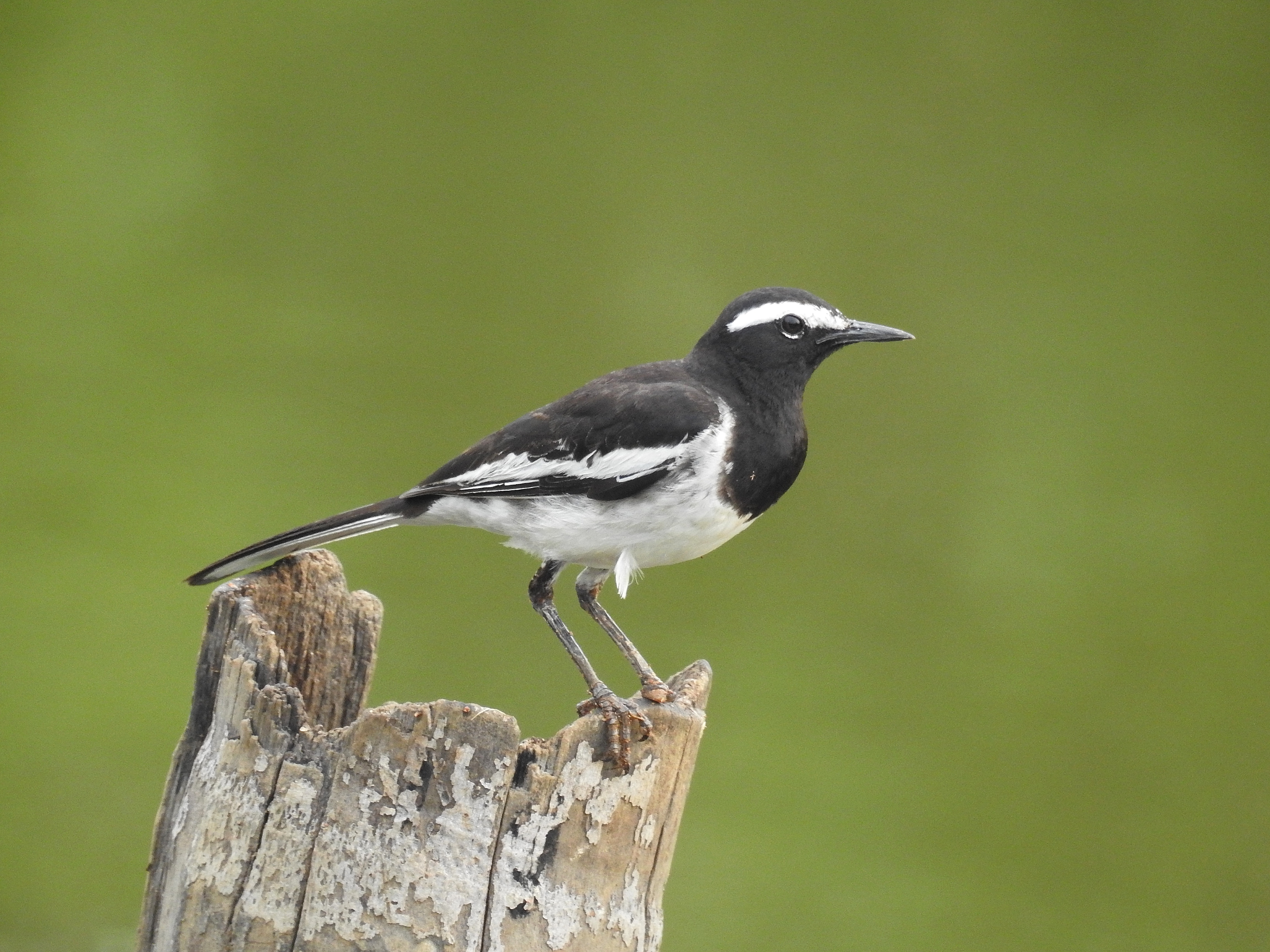
Indisk ärla i Kannur, Kerala.

### Läten
Lätet beskrivs i engelsk litteratur som ett hårt "chezit". Sången är visslande och klirrande.

## Utbredning och systematik
Indisk ärla förekommer som namnet avslöjar i Indien, i Himalaya (norra Pakistan till Bangladesh) och på indiska halvön. Den behandlas som monotypisk, det vill säga att den inte delas in i några underarter.

## Levnadssätt
Indisk ärla hittas i olika låglänta områden nära vatten, framför allt dammar och bevattningsmagasin. Den ses vanligen i par som födosöker på marken efter insekter och är oskygg och lätt att komma nära. Fågeln häckar lågt nära vatten.

## Status och hot
Arten har ett stort utbredningsområde och en stor population med stabil utveckling och tros inte vara utsatt för något substantiellt hot. Utifrån dessa kriterier kategoriserar internationella naturvårdsunionen IUCN arten som livskraftig (LC). Världspopulationen har inte uppskattats men den beskrivs som ganska vanlig till lokalt vanlig, dock sparsam i Bangladesh.